# Брод (ТВ филм)
Брод је хрватски ТВ филм из 2002. године. Режирао га је Радован Марчић који је написао и сценарио.

## Улоге
| Глумац          | Улога                     |
| --------------- | ------------------------- |
| Јасна Билусић   | Сусцанка / Американка     |
| Божидар Бобан   | Оридино / Носач Пиеро     |
| Ивана Бобан     | Активистица / Грација     |
| Миљенко Брлециц | Предсједник опћине / Нови |
| Наташа Дорциц   | Активистица / Грација     |
| Славица Јукић   | Тајница / Стара           |
| Натали Манчић   | Сирена                    |
| Вања Матујец    | Активистица / Грација     |
| Јаков Матунци   | Американчић               |

Остале улоге  ▼
| Глумац          | Улога               |
| --------------- | ------------------- |
| Лућиано Николић | Сусцан / Американац |
| Славко Пинчић   | Таксист             |
| Лорина Старц    | Сусцанка            |
| Никола Старц    | Барба               |
| Ивица Видовић   | Сусцан              |